# Марґарет Скрайвен
Марґарет Скрайвен (англ. Margaret Scriven; 17 серпня 1912 — 25 січня 2001) — колишня британська тенісистка.
Найвищу одиночну позицію світового рейтингу — 5 місце (за А. Воллісом Маєрсом) досягла 1933 року.
Перемагала на турнірах Великого шолома в одиночному, парному та змішаному парному розрядах.

## Фінали турнірів Великого шолома

### Одиночний розряд (2 перемоги)
| Результат | Рік  | Турнір                | Покриття | Суперниця      | Рахунок       |
| --------- | ---- | --------------------- | -------- | -------------- | ------------- |
| Перемога  | 1933 | Чемпіонат Франції     | Ґрунт    | Сімонн Матьє   | 6–2, 4–6, 6–4 |
| Перемога  | 1934 | Чемпіонат Франції (2) | Ґрунт    | Гелен Джейкобс | 7–5, 4–6, 6–1 |

### Парний розряд (1 перемога)
| Результат | Рік  | Турнір            | Покриття | Партнерка    | Суперниці                              | Рахунок  |
| --------- | ---- | ----------------- | -------- | ------------ | -------------------------------------- | -------- |
| Перемога  | 1935 | Чемпіонат Франції | Ґрунт    | Кей Стаммерс | Іда Адамофф Гільде Кравінкель-Сперлінг | 6–4, 6–0 |

### Мікст (1 перемога)
| Результат | Рік  | Турнір            | Покриття | Партнер       | Суперник і суперниця     | Рахунок  |
| --------- | ---- | ----------------- | -------- | ------------- | ------------------------ | -------- |
| Перемога  | 1933 | Чемпіонат Франції | Ґрунт    | Джек Кроуфорд | Бетті Натголл Фред Перрі | 6–2, 6–3 |

## Часова шкала турнірів Великого шлему в одиночному розряді
| W | Ф | ПФ | ЧФ | #Р | КТ | К# | DNQ | A | NH |

| Турнір               | 1930  | 1931  | 1932  | 1933  | 1934  | 1935  | 1936  | 1937  | 1938  | 1939  | 1940  | 1941–1944 | 1945  | 19461 | 19471 | Career SR |
| -------------------- | ----- | ----- | ----- | ----- | ----- | ----- | ----- | ----- | ----- | ----- | ----- | --------- | ----- | ----- | ----- | --------- |
| Чемпіонат Австралії  |       |       |       |       |       |       |       |       |       |       |       | NH        | NH    |       |       | 0 / 0     |
| Чемпіонат Франції    |       |       | 2р    | П     | П     | ПФ    | 2р    | ЧФ    |       |       | NH    | R         |       |       |       | 2 / 6     |
| Вімблдонський турнір | 1р    | ЧФ    | 2р    | ЧФ    | ЧФ    | 3р    | 1р    | ЧФ    | 2р    | 2р    | NH    | NH        | NH    | 2р    | 3р    | 0 / 12    |
| Чемпіонат США        |       |       |       | 3р    |       |       |       |       |       |       |       |           |       |       |       | 0 / 1     |
| SR                   | 0 / 1 | 0 / 1 | 0 / 2 | 1 / 3 | 1 / 2 | 0 / 2 | 0 / 2 | 0 / 2 | 0 / 1 | 0 / 1 | 0 / 0 | 0 / 0     | 0 / 0 | 0 / 1 | 0 / 1 | 2 / 19    |

R = турнір обмежувався внутрішнім чемпіонатом Франції й відбувався під німецькою окупацією.
1У 1946 і 1947 роках чемпіонати Франції відбувалися після Вімблдону.